# Peter Günther (Schauspieler)
Peter Günther (* 1983) ist ein deutscher Schauspieler.

## Leben
Peter Günther begann seine Karriere als Schauspieler mit Theaterrollen bei freien Theaterprojekten und Kleinkunstbühnen in Berlin. 2006 besuchte er einen Schauspielworkshop  beim „Acting-Studio Monika Schubert“ in Berlin. Außerdem hatte er privaten Sprechunterricht.
Ab 2005 spielte Günther kleinere Rollen in Fernsehserien, wo er vor allem Episodenrollen und Gastrollen übernahm. Er war unter anderem in den ZDF-Serien Unser Charly und Der Landarzt sowie in der Kinderserie Endlich Samstag! zu sehen.
Größere Bekanntheit erlangte Peter Günther in der Rolle des Georg Sander, des attraktiven Sommeliers des Restaurants Goldelse in der Sat.1-Telenovela Anna und die Liebe, wo er in insgesamt 52 Folgen an der Seite von Jeanette Biedermann und Sebastian König spielte. Zudem hatte er in Folge 164, also rund 20 Folgen vor seinem ersten Auftritt als Georg, einen Auftritt als Verkäufer, bei dem Anna versuchte, ein Hemd umzutauschen. 2011 war er in mehreren Folgen der ZDF-Telenovela Herzflimmern – Die Klinik am See zu sehen.
Günther wirkte auch in mehreren Kurzfilmen und in einigen Diplomfilmen der Bergischen Universität Wuppertal, der Filmhochschule Dortmund und der Fachhochschule Dortmund mit.
Peter Günther arbeitete auch als Model und drehte einige Werbespots.

## Filmografie (Auswahl)
- 2005: Ein starkes Team
- 2007: Der Landarzt
- 2007: Endlich Samstag!
- 2008: Gute Zeiten, schlechte Zeiten
- 2008: Unser Charly: Tauschen und Täuschen (Fernsehserie, eine Folge)
- 2009: Anna und die Liebe (Telenovela, Folgen 164; 182–275)
- 2011: Herzflimmern – Die Klinik am See (Telenovela, Folgen 144–151)